# Hestfjöll
Hestfjöll är ett berg i republiken Island. Det ligger i regionen Suðurland, 90 km öster om huvudstaden Reykjavík. Toppen på Hestfjöll är 605 meter över havet, eller 186 meter över den omgivande terrängen. Bredden vid basen är 8,6 km.
Trakten runt Hestfjöll är nära nog obefolkad, med mindre än två invånare per kvadratkilometer. Närmaste större samhälle är Flúðir, omkring 14 kilometer väster om Hestfjöll. Trakten runt Hestfjöll består i huvudsak av gräsmarker.